# I forti di Forte Coraggio
I forti di Forte Coraggio (F Troop) è una serie televisiva western satirica, prodotta dal canale televisivo statunitense ABC dal 14 settembre 1965 al 6 aprile 1967 per un complessivo di 65 episodi.

## Trama
La storia è ambientata all'interno di Forte Coraggio (in Kansas), avamposto dell'esercito statunitense, alla fine della guerra di secessione americana, nel 1865. La serie descrive in modo umoristico e demenziale le vicende dei soldati guidati dal timido e impacciato capitano Parmenter e degli indiani d'America, mettendo in ridicolo gli stereotipi dei film western. La trama è incentrata sia dagli affari segreti contrattati dai soldati di Parmenter con gli indiani guidati dal capo Aquila Selvaggia sia dalla storia sentimentale del capitano con la sua fidanzata Jane Angelica Thrift, il tutto in chiave comica e demenziale nei dialoghi come nelle azioni.

## Episodi
| Stagione         | Episodi | Prima TV USA | Prima TV Italia |
| ---------------- | ------- | ------------ | --------------- |
| Prima stagione   | 34      | 1965-1966    |                 |
| Seconda stagione | 31      | 1966-1967    |                 |

## Guest star
Alla serie hanno preso parte diverse guest star. Fra le altre:
- Letícia Román (in La Dolce Courage, trasmessa nella seconda stagione)